# Готем (гора)
Го́тем (англ. Hotham) — гора в Австралійських Альпах, у штаті Вікторія. Безпосередньо на її схилах розташовано однойменне селище і гірськолижну базу. Гора розташована за 357 км на північний схід від Мельбурна, за 746 км від Сіднея, та за 997 км від Аделаїди. Висота гори становить 1861 м над рівнем моря. Селище розташовано на висоті 1750 м.

## Клімат
Гора знаходиться у зоні, котра характеризується морським кліматом. Найтепліший місяць — січень із середньою температурою 11.1 °C (52 °F). Найхолодніший місяць — липень, із середньою температурою -2.2 °С (28 °F).
| Клімат г. Готем (на висоті 1,8 км) | Клімат г. Готем (на висоті 1,8 км) | Клімат г. Готем (на висоті 1,8 км) | Клімат г. Готем (на висоті 1,8 км) | Клімат г. Готем (на висоті 1,8 км) | Клімат г. Готем (на висоті 1,8 км) | Клімат г. Готем (на висоті 1,8 км) | Клімат г. Готем (на висоті 1,8 км) | Клімат г. Готем (на висоті 1,8 км) | Клімат г. Готем (на висоті 1,8 км) | Клімат г. Готем (на висоті 1,8 км) | Клімат г. Готем (на висоті 1,8 км) | Клімат г. Готем (на висоті 1,8 км) | Клімат г. Готем (на висоті 1,8 км) |
| Показник                           | Січ.                               | Лют.                               | Бер.                               | Квіт.                              | Трав.                              | Черв.                              | Лип.                               | Серп.                              | Вер.                               | Жовт.                              | Лист.                              | Груд.                              | Рік                                |
| Середній максимум, °C              | 16,3                               | 15,6                               | 13,6                               | 8,4                                | 5,1                                | 1,9                                | 0,3                                | 1,1                                | 3,9                                | 7,5                                | 11,2                               | 14,1                               | 8,1                                |
| Середня температура, °C            | 11                                 | 11                                 | 9                                  | 4                                  | 2                                  | 0                                  | −1                                 | −1                                 | 0                                  | 3                                  | 7                                  | 9                                  | 4                                  |
| Середній мінімум, °C               | 6,8                                | 6,9                                | 5,7                                | 1,5                                | −0,6                               | −3                                 | −4,1                               | −3,8                               | −2,1                               | 0,2                                | 2,8                                | 5,1                                | 1,3                                |
| Норма опадів, мм                   | 80                                 | 80                                 | 100                                | 130                                | 130                                | 150                                | 140                                | 160                                | 150                                | 150                                | 110                                | 100                                | 1550                               |
| Днів з дощем                       | 7,7                                | 7,5                                | 8,3                                | 11,7                               | 11,9                               | 14,3                               | 15,9                               | 16,4                               | 13,5                               | 13,8                               | 11,3                               | 10                                 | 142,3                              |
| ---------------------------------- | ---------------------------------- | ---------------------------------- | ---------------------------------- | ---------------------------------- | ---------------------------------- | ---------------------------------- | ---------------------------------- | ---------------------------------- | ---------------------------------- | ---------------------------------- | ---------------------------------- | ---------------------------------- | ---------------------------------- |
| Джерело: Weatherbase               |                                    |                                    |                                    |                                    |                                    |                                    |                                    |                                    |                                    |                                    |                                    |                                    |                                    |

## Гірськолижна траса
На схилах Готема обладнано 3.2 км² лижних трас, включаючи 35 км слалому. Для підйому лижників обладнано 13 ліфтів (підйомників). Довжина найдовшої траси — 2,5 км.
|  |
|  |
|  |
|  |

## Підйомники
| Назва                      | Довжина (м) | Висота (м) | Лижників на годину |
| -------------------------- | ----------- | ---------- | ------------------ |
| Big D Quad Chair           | 396         | 64         | 2400               |
| Blue Ribbon Triple Chair   | 710         | 271        | 1600               |
| Drift Lift T-Bar           | 370         | 88         | 1285               |
| Gotcha Quad Chair          | 472         | 140        | 2400               |
| Heavenly Valley Quad Chair | 845         | 314        | 2400               |
| Keogh's Quad Chair         | 383         | 128        | 2400               |
| Orchard Quad Chair         | 573         | 154        | 2400               |
| Playground Double Chair    | 614         | 199        | 1000               |
| Road Runner Quad Chair     | 671         | 153        | 2400               |
| Summit Quad Chair          | 595         | 98         | 2400               |
| Summit Trainer Poma        | 132         | 22         | 500                |
| Village Quad Chair         | 800         | 275        | 2400               |
| Pup's Playground Carpet    | 17          |            |                    |
| Harry's Hideaway Carpet    | 50          |            |                    |